# Gómez Manrique
Gómez Manrique (Amusco, 1412 - novembre de 1490) fou un poeta i dramaturg del Prerenaixement espanyol. Era senyor de Villazopeque i Cordovilla i oncle del també poeta Jorge Manrique.

## Família
Va ser el cinquè fill de l'adelantado major del regne de Lleó, VIII senyor d'Amusco, i III senyor de Treviño, Pedro Manrique de Lara i Mendoza i de la seva dona Leonor de Castilla i Alburquerque. Els seus avis paterns van ser Diego Gómez Manrique de Lara i Leyva i Joana de Mendoza, qui després d'enviduar es va tornar a casar amb Alfonso Enríquez, besavis del rei Ferran II el Catòlic. Per part de la seva mare, els seus avis van ser Fadrique de Castella, fill il·legítim del rei Enric II, i Eleonor Sánchez de Castilla. Un dels seus germans va ser el mestre de l'Ordre de Santiago Rodrigo Manrique, el protagonista de les famoses Coplas por la muerte de su padre del seu nebot Jorge Manrique.
Era una estirp, doncs, d'homes de lletres, i la tradició va continuar després amb Garcilaso de la Vega. La família dels Manrique de Lara pertany a la més antiga noblesa d'Espanya i estava en possessió d'importants títols nobiliaris entre els quals destaquen el ducat de Nájera, el marquesat d'Aguilar de Campoo i el comtat de Paredes de Nava, el primer titular del qual va ser Rodrigo, germà de Gómez Manrique i pare del cèlebre Jorge Manrique. Gómez Manrique es va casar amb Juana de Mendoza, a la qual estan dirigides les obres de la monja sordmuda i escriptora mística Teresa de Cartagena.
En el seu testament, atorgat a Toledo el 31 de maig de 1490, va demanar ser enterrat al Reial Monestir de la Consolació de Calabazanos, Palència.